# Juniperus taxifolia
Espèce
Classification phylogénétique
Statut de conservation UICN

 NT  : Quasi menacé
Juniperus taxifolia est une espèce de plantes du genre Juniperus de la famille des Cupressacées.